# Bikondicionális
Az akkor és csak akkor kifejezés egy természetes nyelvi, logikai természetű viszony (reláció), elnevezése a logikai grammatikában bikondicionális. Arra való, hogy két tagmondat felhasználásával olyan összetett mondatot képezzünk, mely szándékaink szerint azt fejezi ki, hogy mindkét tagmondat ugyanazon körülmények között tekinthető igaznak és hamisnak. Például:
„A lakás bérbe adása akkor és csak akkor tekinthető törvényesnek, ha formailag megfelelő szerződés szól róla.”
„Egy polinomnak az α szám akkor és csak akkor gyöke, ha a polinomfüggvénynek zérushelye.”
A bikondicionális elnevezés abból származik, hogy kifejezhető két implikáció kapcsolataként. Például az „akkor és csak akkor P, ha Q” azt jelenti, hogy a „ha P, akkor Q” és a „ha Q, akkor P” is igaz.

## Szinonimái
A kifejezés használata ritka (és idegen) a mindennapi nyelvben, de a tudományos nyelvben, főleg a matematika és a filozófia területén igen sokszor előfordul. Ezekből a szaknyelvekből, a német „dann und nur dann” kifejezés tükörfordításaként került a magyarba. Szinonimája a
„A pontosan akkor, ha B”
fordulat, de használják helyette az
„A egyenértékű B-vel”,
„A ekvivalens B-vel”,
„A szükséges és elégséges feltétele B-nek”
kifejezéseket is. Hosszúságára való tekintettel néha rövidítik, pl.:
„csakkor”
„a. cs. a.”
vagy újabban, az angol „if and only if” kifejezés ottani rövidítését átvéve
„iff”

## Klasszikus igazságfeltételei
Bármilyen logikát is tekintünk érvényesnek, az
„A akkor és csak akkor, ha B”
nem más, mint a
„ha A, akkor B és ha B, akkor A”
Ez attól függően más és más, hogy a „… ha akkor …” kondicionálison mit értünk. Ha A {\displaystyle \rightarrow } B a Philon nevéhez fűződő, illetve a Russell által materiális kondicionálisnak nevezett konnektívum, akkor a bikondicionális igazságtáblázata:
| A     | B     | A ↔ B |
| ----- | ----- | ----- |
| igaz  | igaz  | igaz  |
| igaz  | hamis | hamis |
| hamis | igaz  | hamis |
| hamis | hamis | igaz  |

Ez az eredmény produkálható XNOR kapuval, tagadása XOR kapuval.

## Használata

### Jelölése
Szokásos jelölése "↔", "{\displaystyle \Leftrightarrow }", "≡", néha "iff", különösen angol szövegekben. Mindezeket ekvivalensnek tekintik. Az elsőrendű logikában azonban megkülönböztetik a logikai képletekben használt ↔, és a logikai képletek közötti összefüggést jelölő ⇔ jelet. Łukasiewicz lengyelformájában jele 'E'.
TeXben az \iff utasítás hosszú kettős nyilat produkál: {\displaystyle \iff }.

### Definíciók
A definíciók általában akkor és csak akkor kijelentések, így a szigorú logikai pontosság Kelley szerint megköveteli ennek megfogalmazását. Angol szövegekben
ez "if and only if" vagy iff, ahogy az a General Topologyban is olvasható. Azonban ezt nem követi a legtöbb matematikai szöveg, és egyszerű implikációt használ, amit ebben a speciális szövegkörnyezetben ekvivalenciaként kell értelmezni. Ez látható a Wikipédiában is.

### Bizonyítások
A legtöbb logikai rendszerben egy ekvivalencia bizonyítható vagy úgy, hogy „ha P, akkor Q” és „ha Q, akkor P”, vagy „ha P, akkor Q” és „ha nem P, akkor nem Q”. A két állítás bizonyítása gyakran természetesebb, mivel sokkal nehezebb azt észrevenni, hogyan lehet egyből az ekvivalenciát belátni. Egy további alternatíva a „(P és Q) vagy (nem P és nem Q)” bizonyítása, a diszjunkció tagjain keresztül.

### Az iff rövidítés
Az iff rövidítés először John L. Kelley 1955-ös  General Topology című könyvében jelent meg. A jelölés kitalálását Halmos Pálnak tulajdonítják. Ő is úgy gondolta, hogy ő vezette be, de nem volt biztos abban, hogy nem használta előtte más.
Az iff rövidítést szóban általában feloldják, azt mondják, hogy "if and only if". Azonban Kelley és Halmos Pál a jó hangzás kedvéért nem oldották fel, hanem hosszan ejtették az f-et, hogy megkülönböztessék az egyszerű iftől. Ugyanezt javasolják egy diszkrét matematika könyv szerzői, IPA jelekkel is leírva: [ɪfː].

## Megkülönböztetése az "akkor"-tól, a "csak akkor"-tól
1. "Ha a gyümölcs egy alma, János megeszi." vagy "János megeszi a gyümölcsöt ha az egy alma." (ekvivalens az "Csak ha megeszi János a gyümölcsöt, akkor alma;" vagy "János megeszi a gyümölcsöt ← gyümölcs egy alma" állításokkal)
Ez csupán azt állítja, hogy János a gyümölcsök közül mindenképpen enni fog almát. Viszont annak a lehetőségét nem zárja ki, hogy János ehet banánt, kivit, vagy bármilyen más gyümölcsöt is, csupán azt tudjuk, hogy János bármilyen almát meg fog enni, amivel találkozik. Magyarul az alma jelenléte elegendő Jánosnak az alma megevésére.
2. "Csak akkor, ha a gyümölcs egy alma, fogja János megenni." vagy "János csak akkor fogja megenni a gyümölcsöt, ha az alma." (ekvivalens a "Ha János megeszik egy gyümölcsöt, akkor az egy alma." vagy "János megeszi a gyümölcsöt → a gyümölcs egy alma" állításokkal)
Ez azt állítja, hogy az egyetlen gyümölcs, amit János megeszik, az az alma. Viszont azt nem rögzíti, hogy Jánosnak muszáj az almát megennie, amennyiben találkozik eggyel. Magyarul a ténynek, hogy János gyümölcsöt eszik kötelező velejárója az, hogy az a bizonyos gyümölcs alma legyen.
3. "Akkor és csak akkor, ha a gyümölcs egy alma, fogja János megenni" vagy "János akkor és csak akkor eszi meg a gyümölcsöt, ha az egy alma" vagy "János megeszi a gyümölcsöt ↔ a gyümölcs egy alma"
Ez az állítás azonban tisztán és világosan azt közli, hogy János mindegyik, és csak olyan gyümölcsöt fogja megenni, amelyek almák, tehát nem utasít el egy almát sem, valamint más gyümölcsöt nem eszik az almán kívül. Ezért az alma jelenléte mind elegendő, mind kötelező feltétele a gyümölcs evéséhez.

## Halmazelméleti kapcsolatok

A valódi részhalmaza B-nek. Egy szám csak akkor van A-ban, ha B-beli; egy B-beli szám lehet, hogy nem A-beli.
C részhalmaza B-nek, de nem valódi része. Egy szám B-beli akkor és csak akkor, ha C-beli, és egy szám C-beli akkor és csak akkor, ha B-beli.

Az Euler-diagramok a halmazelméleti Venn-diagramokra hasonlítanak, de logikai kapcsolatokat fejeznek ki. A bikondicionális két implikációra bontható. Halmazelméleti kapcsolatokkal kifejezve ez azt jelenti, hogy, ha "P→Q", akkor a P tulajdonságú elemek bírnak a Q tulajdonsággal is; tehát a P tulajdonságú elemek a Q tulajdonságúak részhalmazát alkotják. A fordított irányú implikációból következik, hogy a Q tulajdonság feltételezi a P tulajdonságot, azaz minden Q tulajdonságú elem P tulajdonságú is; tehát a Q tulajdonságú elemek a P tulajdonságúak részhalmazát alkotják. Mivel Q része P-nek, és P része Q-nak, azért a P és a Q halmazok megegyeznek.

## Fordítás
Ez a szócikk részben vagy egészben  az   If and only if című angol Wikipédia-szócikk fordításán alapul.  Az eredeti cikk szerkesztőit annak laptörténete sorolja fel. Ez a jelzés csupán a megfogalmazás eredetét és a szerzői jogokat jelzi, nem szolgál a cikkben szereplő információk forrásmegjelöléseként.